# 파라봉
Pharamond(370 ~ 420)
프랑크족의 지도자로 잘리어 프랑크 족의 부족장이었다. 메로빙거 왕조의 초기 지도자 중 실체가 확인되는 오래된 지도자이다.
유대계 프랑크인으로 아버지는 잘리어 프랑크족 출신 말코메르 5세이고 어머니는 유대계 공주 프로트문다이다.
프로트문드가 예수 그리스도와 막달라 마리아의 후손으로 알려진 피셔 왕가 출신이라는 소문이 있으나 이는 근거 없는 설이다.
친척인 시감브리안 프랑크족장 제노보드의 딸 아르고타와 결혼하여 살리 부족과 시감브리 부족을 통합하였고, 아들 클로디오는 캉브레로 건너가 캉브레의 왕이 되었다.
프랑크의 왕 클로비스 1세와 샤를마뉴의 조상이 됐다.
분류:프랑크족의 군주